# El parc de les magnòlies
El parc de les magnòlies és una peça teatral de Mercè Rodoreda que va ser editada l'any 1976 a la revista literària Els Marges i després l'any 1979 en el recull de contes de l'autora Semblava de seda i altres contes. L'obra va ser lliurada a l'editor Joan Sales l'any 1973. És una peça en un acte.

## Descripció
És una obra molt breu que a través de la seva estructura senzilla permet presentar diverses formes d'amor, com, per exemple, la fascinació amorosa ingènua, el desengany o la figura d'un home que es dedica a lligar amb les dones. L'obra combina un to lleuger, amb un llenguatge alhora poètic i quotidià. La senzillesa del diàleg està acompanyada per un escenari també molt simple, en el qual l'element principal constitueixen les magnòlies -un altre dels recurrents motius florals en l'obra de Rodoreda-. En aquest cas, les magnòlies, amb la seva aroma efímera simbolitzen la rapidesa del desencantament amorós.

## L'argument
L'obra transcorre en una plaça en un parc, a la qual ve Marta per observar al seu marit que dia rere dia queda allí amb la seva amant. Sense que aquests la vegin, Marta segueix les seves cites, però alhora coneix a diversos personatges. Parla amb un porter que intenta lligar amb ella; amb un estudiant, que li explica el seu propi desengany amorós –la història del seu primer amor, una noia a la qual el seu pare va deixar embarassada–; amb el pare de l'amant del seu marit, feliç amb la perspectiva d'un suposat futur matrimoni de la seva filla. Finalment, Marta demana a l'estudiant que l'abraci, encara que fora sense amor. Els dos s'abracen i es besen.
Es pot veure que en aquesta obra torna el tema recurrent en tota l'obra de Rodoreda dels triangles amorosos, i la protagonista, Marta, repeteix un tipus de personatge femení passiu que també apareix amb freqüència a l'obra rodorediana.

## L'escenificació
Durant la vida de l'escriptora El parc de les magnòlies no es va estrenar com a obra independent, però sí que es va escenificar dintre de l'espectacle D'altres éssers i quatre flors de l'any 1981, dirigit per Lluís Baron. Va ser un espectacle de quatre parts, totes basades en textos de Rodoreda. Les quatre parts van ser: El parc de les magnòlies (presentat sota el títol "Primavera"), el conte "El bitllet de mil" ("Estiu"), el conte "Amor" ("Tardor") i un fragment de la novel·la Aloma ("Hivern"). L'estrena va tenir lloc el 3 de desembre de 1981 al Centre Social Catòlic de Terrassa.